# Otto Bernhard Clausen
Otto Bernhard Clausen (* 31. Mai 1906 in Tarup; † 13. Februar 1982 in Flensburg) war ein deutscher Politiker und Kreisleiter der NSDAP in Lübeck.

## Leben
Nach dem Abitur 1925 und einem an der TU Hannover abgeschlossenen Maschinenbaustudium absolvierte Clausen eine Lehre als Gärtner und übernahm nach dem Tod seines Vaters im Jahr 1932 die Baumschule in Tarup bei Flensburg von ihm.

### Zeit des Nationalsozialismus
Clausen trat zum 1. November 1929 der NSDAP bei (Mitgliedsnummer 169.281). Er war kurzzeitig Mitglied des Jungdeutschen Ordens und der SA. In der SS (Mitgliedsnummer 3.399) stieg er bis 1937 zum Sturmbannführer auf. 1935 wurde Clausen Bürgermeister seiner Heimatgemeinde Tarup, 1936 Amtsvorsteher in Adelby.
Zum 1. Oktober 1937 ernannte ihn der Oberpräsident Gauleiter der Provinz Schleswig-Holstein Hinrich Lohse im Alter von nur 31 Jahren als Außenseiter überraschend zum Kreisleiter der NSDAP in Lübeck, welches kurz zuvor durch das Groß-Hamburg-Gesetz unter Verlust der staatlichen Eigenständigkeit als Gliedstaat des Deutschen Reiches Teil der Provinz Schleswig-Holstein geworden war und so bereits am 1. April 1937 der Einflussbereich des bisher zuständigen Gauleiters für Mecklenburg Friedrich Hildebrandt entzogen wurde. Die NSDAP hatte von 1932 bis 1937 in Lübeck im internen Machtkampf sechs Kreisleiter „verbraucht“. Während seiner nun folgenden politischen Tätigkeit im Dritten Reich verpachtete er die Baumschule in Tarup an einen Gartenmeister der bei seinem Vater gelernt hatte.
Otto Bernhard Clausen war ein „schwacher“ Kreisleiter, was der auf Unabhängigkeit bedachten lokalen Führung der NSDAP in Lübeck, die seit der Gleichschaltung 1933 den Lübecker Senat stellte, entgegenkam.  Clausen wurde zum 1. Januar 1939 als Nachfolger des Kaufmanns Hans Sellschopp als Direktor der Gesellschaft zur Beförderung gemeinnütziger Tätigkeit in Lübeck gewählt. Sowohl unter dem Direktorat Sellschopp wie auch unter dem Direktorat Clausen wurden die Geschäfte der Gesellschaft von 1933 bis 1945 tatsächlich durch den Staatsrat a. D. Fritz Lange geführt.
Sofort bei Beginn des Zweiten Weltkrieges 1939 meldete er sich auf eigenen Wunsch zur Wehrmacht, blieb aber zunächst in Lübeck stationiert. Die Geschäfte als Kreisleiter übernahmen kommissarisch Walther Schröder und, ab 1941, Wilhelm Jabs. Während des Krieges blieb Clausens Baumschule in Tarup im Übrigen weiterhin verpachtet. Baumschulen mussten seit Kriegsbeginn gemäß einer Verfügung Gemüse und Gemüse-Jungpflanzen anbauen. Daher ging die Anzucht von Gehölzen und Zierpflanzen stark zurück. 1943 wurde Clausen nach schwerer Verwundung aus der Wehrmacht entlassen.

### Kapitulation
Bei Kriegsende stimmte Clausen mit dem Lübecker Kampfkommandanten Generalmajor Kurt Lottner, weiteren Offizieren des Standorts sowie Bürgermeister Otto-Heinrich Drechsler und Polizeipräsident Walther Schröder dahin überein, das eine Verteidigung der Stadt gegen die von der Elbe heranrückenden Britischen Panzereinheiten nicht sinnvoll sei. Die in den Brücken rund um die Stadt angebrachten Sprengladungen wurden wieder entfernt. Die Stadt konnte daher am 2. Mai 1945 weitgehend kampffrei und ohne weitere Schäden besetzt werden. Nur zwei Tage später wurde die Kapitulation aller deutschen Truppen in Nordwestdeutschland, den Niederlanden und Dänemark im Auftrag des letzten Reichspräsidenten Karl Dönitz, der sich nach Flensburg-Mürwik abgesetzt hatte, unterzeichnet. Clausen tauchte mit Kriegsende unter dem Namen „Klaus Fund“ unter. Wo genau er in dieser Zeit verblieb ist unbelegt.

### Ab 1945
Der abgetauchte Clausen wurde Anfang März 1947 festgenommen und im ehemaligen Internierungslager Neuengamme inhaftiert. Durch das Spruchgericht Bergedorf wurde er entnazifiziert.
1951 übernahm Clausen wieder seinen Betrieb in Tarup. Er absolvierte die Gartenmeister-Prüfung und baute die Baumgärtnerei wieder auf. Die nach dem Krieg fehlenden Baumbestände mussten erst wieder angelegt werden. Später wurde Clausen Kreisgärtnermeister in Flensburg und Vorstandsmitglied der Innung auf Landesebene. Im Sommer 1970 löste Clausen seinen Betrieb auf. Das Gelände wurde in Bauland umgewandelt. An die ehemalige Baumschule erinnert im heutigen Flensburger Stadtteil Tarup noch der Straßenname „Zur Baumschule“.